# Théodore Grandperret
Michel Étienne Anthelme Théodore Grandperret, né à Caluire le 26 janvier 1818, mort à Paris  le 7 janvier 1890, est un avocat lyonnais, un procureur général à la cour de Paris et un homme politique français.

## Biographie
Théodore Grandperret est le fils de Claude Louis Grandperret (1791-1854) et de Caroline Amélie Mollet (1793-1858). 
Après avoir terminé ses études de droit à Paris, il s'inscrit au barreau de Lyon comme avocat, est nommé en 1849 substitut du procureur de la République et en 1852 substitut du procureur général dans cette ville. Nommé à Bourges avocat général, puis à Toulouse, il devient procureur général à Orléans en 1861, puis à Paris avant d'intégrer le Conseil d'État en 1867.

### Carrière
- Ministre  de la Justice et des Cultes du 10 août 1870 au 4 septembre 1870 dans le Gouvernement Charles Cousin-Montauban.

Élu sénateur inamovible de 1877 à 1890.
Il fut aussi membre de l'Académie des sciences, belles-lettres et arts de Lyon. 